# Bebelis puncticollis
Bebelis puncticollis là một loài bọ cánh cứng trong họ Cerambycidae.